# Свечаност (ТВ филм)
„Свечаност” је југословенски ТВ филм из 1962. године. Режирао га је Марио Фанели а сценарио су написали Иво Андрић и Ивица Иванец.

## Улоге
| Глумац           | Улога          |
| ---------------- | -------------- |
| Перо Квргић      | Писар          |
| Нада Каштелан    | Мајка          |
| Зорица Симуновић | Луција         |
| Фахро Коњхоџић   | Први чиновник  |
| Круно Валентић   | Други чиновник |
| Јован Личина     | Хазо           |
| Шпиро Губерина   | Кројач         |
| Златко Мадунић   | Жупник         |
| Стево Вујатовић  | Кудељко        |
| Мирко Војковић   | Послужитељ     |